# نبرد ۲۰۱۴ حماة
نبرد ۲۰۱۴ حمات که با نام (عربی: غزوة بدر الشام الكبرى) نیز شناخته می‌شود عملیات نظامی بود که در دوران جنگ داخلی سوریه توسط معارضان سوری در شمال استان حماه به منظور تصرف پایگاه هوایی حمات و مرکز این استان در ۲۶ ژوئیه به راه افتاد. همچنین از دیگر اهداف اصلی معارضان از این نبرد قطع مسیر پشتیبانی ارتش سوریه با حلب بود.
با وجود این که معارضان تقریباً در این نبرد پیروز شده بودند با عملیات متقابلی که ارتش سوریه در ۲۶ اوت آغاز کرد ارتش موفق شد تمامی مناطقی که معارضان از آغاز این نبرد تصرف کرده بودند و برخی مناطقی که در نبردهای گذشته از دست داده بود را بازپس‌گیری.

## شرح حملات

### حملات معارضان
۲۶ ژوئیه معارضان شهر کوچک خطاب و پایگاه نظامی آن را تصرف کردند. روز بعد معارضان با شبه نظامیان حامی دولت در غرب شهر قمحانه درگیر شدند. پس از آن معارضان به سمت پایگاه هوایی حرکت کردند و در مسیر خود به سمت پایگاه آن را هدف حملات موشکی قرار دادند. معارضان در مسیر حرکت خود به سمت پایگاه کنترل مسیری را که حمات را به روستاهای مسیحی و علوینشین غرب استان که در دست نیروهای دولتی بودند را در دست گرفتند.
۱۳ اوت معارضان با تصرف روستا ی عرضه خود را به ۳ کیلومتری پایگاه هوایی حمات برسانند. ۱۸ اوت معارضان موفق شدند یک جنگنده نیروی هوایی سوریه را در نزدیکی پایگاه سرنگون کنند.

### حملات متقابل ارتش
۲۰ اوت نیروهای ارتش به نزدیکی شهر استراتژیک حلفایا رسیدند و در درگیری‌های آن روز دو تن از فرمانده ارشد معارضان کشته شدند.

### تصرف حلفایا توسط معارضان
۲۲ اوت گردانی از نیروهای جبهه النصره از جانب حلب به سمت جنوبی حلفایا عازم شدند. روز بعد گردان دیگری از نیروهای النصره به سمت شهر محرده رفتند و آماده حمله به حلفایا از جانب این شهر شدند. و بدین ترتیب گردان‌های النصره ۲۴ اوت موفق به تصرف حلفایا شدند.

### حملات مجدد ارتش
۲۵ اوت نیروهای ویژه ارتش از استان حلب به سمت حمات حرکت کردند. پس از درگیری‌هایی که از ۲۵ اوت تا ۹ سپتامبر که نیروهای ارتش در روستاهای اطراف مشغول درگیری با معارضان بودند سرانجام در روز ۱۰ سپتامبر نیروهای ارتش سوریه به کمک نیروهای ایرانی سپاه پاسداران انقلاب اسلامی موفق شدند جنوب شهر حلفایا تصرف کنند. و روز بعد موفق شدند این شهر را به صورت کامل تصرف کنند.